# Leptocleidus
Leptocleidus superstes
Genre
Synonymes
- † Peyerus Stromer, 1935

Espèce
Espèces de rang inférieur
- † L. capensis (Andrews, 1911 [à l'origine Plesiosaurus capensis]) Cruikshank, 1997
- † L. clemai Cruikshank & Long, 1997
- † L. superstes Andrews, 1922 (espèce type)

Leptocleidus (« clavicule mince ») est un genre fossile de plésiosaures appartenant à la famille des Leptocleididae. Il a été découvert en Angleterre, au Royaume-Uni dans des sédiments du Crétacé inférieur sur l'Île de Wight. Selon Paleobiology Database en 2025, ce genre a pour espèce type Leptocleidus superstes, et a deux autres espèces référencées, Leptocleidus capensis, Leptocleidus clemai.

## Historique
Le genre Leptocleidus et l'espèce Leptocleidus superstes sont décrits en 1922 par le paléontologue britannique Charles William Andrews (1866-1924),,.

### Fossiles
Selon Paleobiology Database en 2024, le genre Leptocleidus a six collections référencées de fossiles. Ces collections sont du Valanginien supérieur à l'Albien du Crétacé inférieur, c'est-à-dire datent de 140,2 à 100,5 Ma avant notre ère.

### Répartition
Ces collections se répartissent de la façon suivante : une collection en Afrique du Sud, une collection en Angleterre et quatre collections en Australie.

### Synonyme
Selon Paleobiology Database en 2024, le genre Leptocleidus a un synonyme :
- † Peyerus Stromer, 1935[2].

## Description

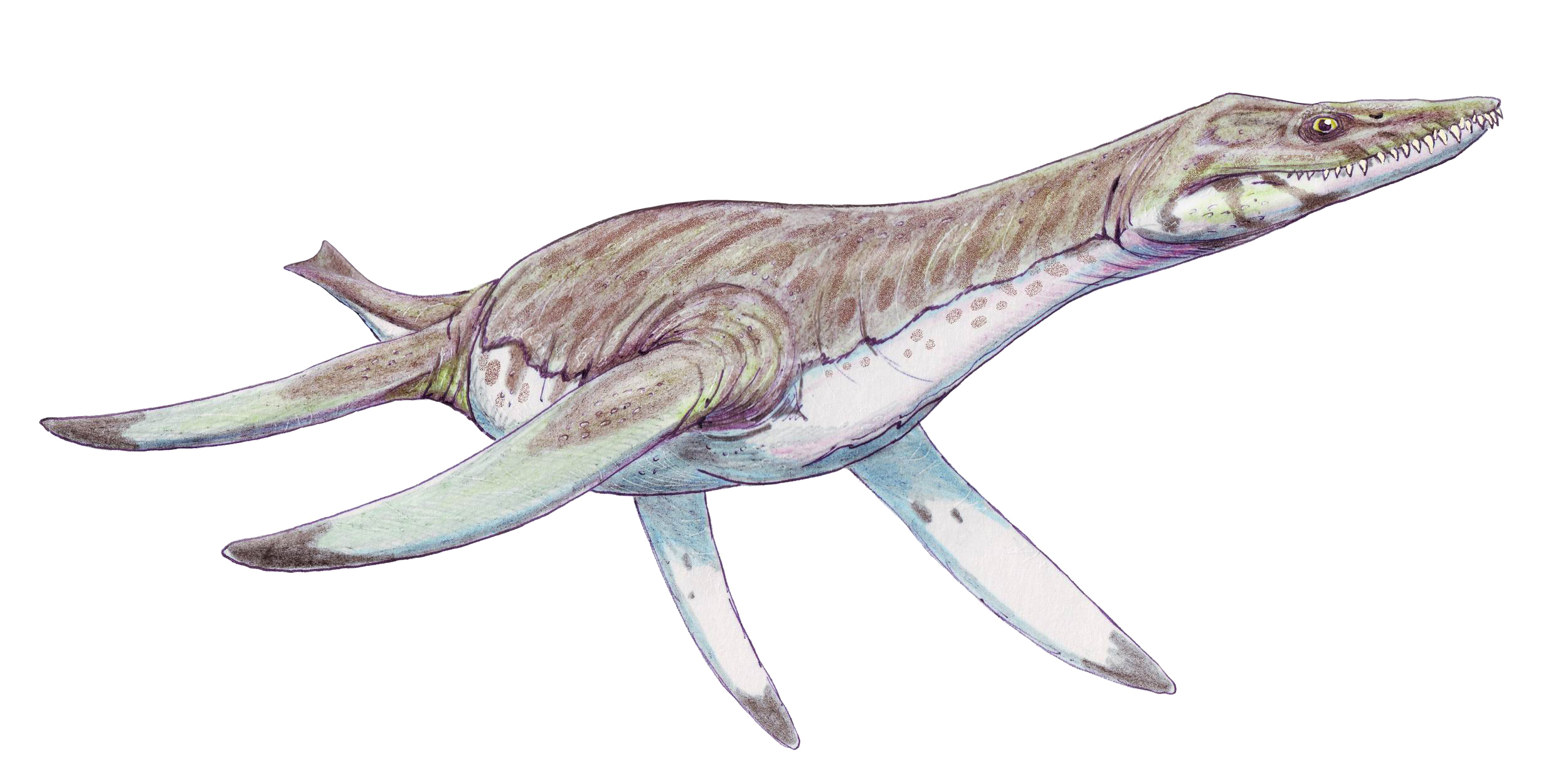
Vue d'artiste de Leptocleidus superstes.

Il mesurait environ 3 mètres de longueur pour un poids d'environ 350 kilogrammes.

## Liste des espèces
Selon Paleobiology Database en 2024, le genre Leptocleidus a trois espèces référencées :
- † L. capensis, Andrews, 1911[4] avec deux synonymes Peyerus capensis et Plesiosaurus capensis
- † L. superstes, Andrews, 1922[1]
- † L. clemai, Cruickshank (d) & Long, 1997[5],[2]

## Cladogramme
Cladogramme de la famille des Leptocleididae basé sur l'analyse de Ketchum (d) et Benson (d) en 2011 :
En complément, on peut aussi consulter l'image de 2013, concernant la phylogénie complète des plésiosaures :
| Phylogénie complète 2013 des plésiosaures. |

|              | Umoonasaurus                                                 |
|              |                                                              |
| Leptocleidus | \| \| L. capensis \| \| \| \| \| \| L. superstes \| \| \| \| |
|              | \| \| L. capensis \| \| \| \| \| \| L. superstes \| \| \| \| |
|              | L. capensis                                                  |
|              |                                                              |
|              | L. superstes                                                 |
|              |                                                              |

|  | L. capensis  |
|  |              |
|  | L. superstes |
|  |              |

|              | Umoonasaurus                                                 |
|              |                                                              |
| Leptocleidus | \| \| L. capensis \| \| \| \| \| \| L. superstes \| \| \| \| |
|              | \| \| L. capensis \| \| \| \| \| \| L. superstes \| \| \| \| |
|              | L. capensis                                                  |
|              |                                                              |
|              | L. superstes                                                 |
|              |                                                              |

|  | L. capensis  |
|  |              |
|  | L. superstes |
|  |              |

|              | Umoonasaurus                                                 |
|              |                                                              |
| Leptocleidus | \| \| L. capensis \| \| \| \| \| \| L. superstes \| \| \| \| |
|              | \| \| L. capensis \| \| \| \| \| \| L. superstes \| \| \| \| |
|              | L. capensis                                                  |
|              |                                                              |
|              | L. superstes                                                 |
|              |                                                              |

|  | L. capensis  |
|  |              |
|  | L. superstes |
|  |              |

|              | Umoonasaurus                                                 |
|              |                                                              |
| Leptocleidus | \| \| L. capensis \| \| \| \| \| \| L. superstes \| \| \| \| |
|              | \| \| L. capensis \| \| \| \| \| \| L. superstes \| \| \| \| |
|              | L. capensis                                                  |
|              |                                                              |
|              | L. superstes                                                 |
|              |                                                              |

|  | L. capensis  |
|  |              |
|  | L. superstes |
|  |              |

### Publication originale
- [1922] (en) Charles William Andrews, « Description of a new plesiosaur from the Weald Clay of Berwick (Sussex) », Quarterly Journal of the Geological Society, vol. 78,‎ 1922, p. 285-298 (DOI 10.1144/GSL.JGS.1922.078.01-04.11).